# Teemu Pukki
Teemu Eino Antero Pukki, noto semplicemente come Teemu Pukki (Kotka, 29 marzo 1990), è un calciatore finlandese, attaccante dell'HJK e della nazionale finlandese.

## Caratteristiche tecniche
Dopo avere iniziato la carriera come ala, è stato spostato nel ruolo di centravanti. Dotato di buon fiuto del gol e capacità di inserirsi nelle difese avversarie, ha dimostrato anche un'ottima freddezza da rigorista.

## Carriera

### Club

#### Inizi: KooTeePee e Siviglia
Pukki ha iniziato a giocare nelle giovanili del KooTeePee. Quando la squadra si è separata dal KTP, ha conquistato la promozione nella Veikkausliiga. Nel 2007, Pukki ha trovato spazio nel massimo campionato finlandese ed è sceso in campo per ventinove partite, con tre reti all'attivo.
All'inizio del 2008 viene acquistato dal Siviglia. Il club andaluso lo destina alla propria formazione minore, il Siviglia Atletico, che milita in Segunda División, con cui segna 3 reti in campionato, fra cui quella del prestigioso successo sulla Real Sociedad.
Il 6 dicembre 2008 il Siviglia lo integra nella prima squadra, ed il giorno dopo è in panchina (senza scendere in campo) nella sfida esterna contro il Real Madrid. Debutta nella Liga il 25 gennaio 2009 contro il Racing Santander.

#### HJK, Schalke 04 e Celtic
Tuttavia nel 2010 fa ritorno in patria firmando per l'HJK, con cui realizza 13 reti in 25 partite nell'arco di due stagioni.
Dopo aver segnato 3 gol allo Schalke 04 nei preliminari di Europa League, il 31 agosto 2011, Pukki firma un triennale con il club tedesco per 1.5 milioni di euro.
Il 31 agosto 2013 passa al Celtic per 3,5 milioni di euro, con un contratto quadriennale. Segna al debutto contro gli Hearts il 14 settembre contribuendo al successo per 1-3 dei suoi e si ripete all'esordio casalingo contro il St Johnstone sette giorni dopo. Malgrado i sette gol stagionali e la vittoria del titolo scozzese, l'annata è in chiaroscuro dal punto di vista personale: Pukki non riesce a colmare il vuoto lasciato da Gary Hooper.
Dopo aver segnato due gol nella vittoria contro il KR Reykjavik al Murrayfield Stadium all'esordio stagionale del Celtic in Champions League (vittoria per 4-0), gioca anche i match successivi di coppa contro il Legia Varsavia e nella partita di campionato persa contro l'Inverness Caledonian Thistle del 6 agosto 2014.

#### Brøndby

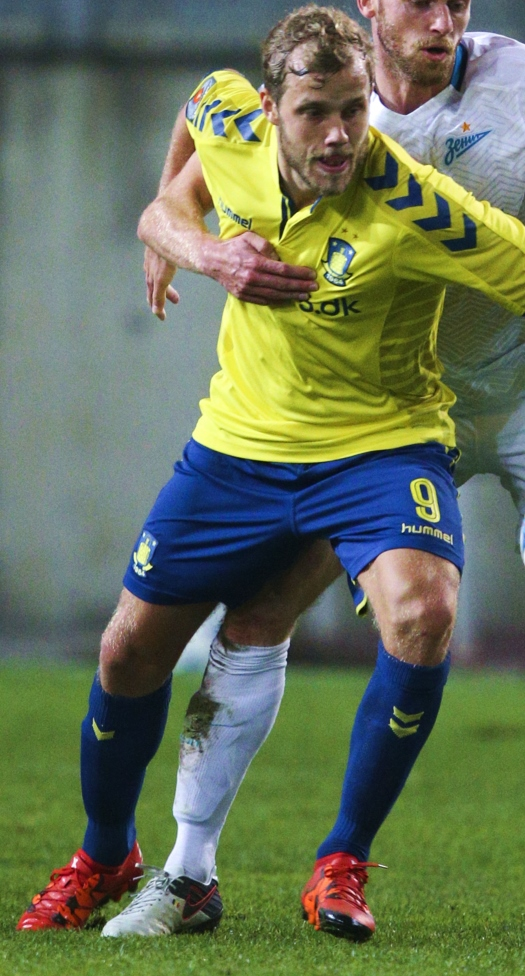
Teemu Pukki in azione con la maglia del Brondby nel 2016.

Il 1º settembre 2014 si trasferisce ai danesi del Brøndby in prestito annuale. Esordisce contro il Randers e segna il primo gol contro l'Esbjerg. Realizza poi quattro gol nelle successive quattro partite e conclude la stagione con nove gol, vincendo il premio di miglior giocatore del campionato del mese di ottobre e risultando alla fine dell'annata il capocannoniere della squadra. Il 19 giugno 2015 passa a titolo definitivo al Brøndby. Con i danesi rimane sino alla fine della stagione 2017-2018, terminata con la vittoria della Coppa di Danimarca, segnando 55 reti in 130 partite.

#### Norwich
Il 30 giugno 2018 passa a titolo definitivo al Norwich City, compagine militante nella seconda serie inglese, con cui firma un contratto triennale. L'inizio è molto proficuo, con 12 gol nelle prime 22 giornate, L'attaccante finlandese chiude l'annata con 29 reti in 43 presenze, vincendo la classifica marcatori e con i compagni il campionato e approdando così in Premier League. All'esordio nella massima serie inglese, il 9 agosto 2019, Pukki va in gol ad Anfield, nella sfida della prima giornata persa per 4-1 contro il Liverpool campione d'Europa in carica. Alla seconda giornata decide con una tripletta la partita vinta per 3-1 in casa contro il Newcastle Utd. Nonostante a livello personale la stagione risulti positiva, per la squadra di Pukki la stagione si conclude con la retrocessione in seconda serie.
In Championship realizza 26 reti nell'annata 2020-2021, contribuendo a una nuova seconda promozione del club in Premier League, dove realizza nuovamente 11 gol nel 2021-2022, annata chiusa con una nuova retrocessione dalla massima serie.
Nell'aprile del 2023 annuncia la decisione di lasciare il Norwich al termine della stagione 2022-2023, conclusa con 10 reti realizzate.

#### Minnesota United
Il 27 giugno 2023 viene annunciato il suo approdo agli statunitensi del Minnesota Utd.

#### Il ritorno in Finlandia
Il 24 gennaio 2025 viene ufficializzato il passaggio di Pukki all'HJK.

### Nazionale
Conta 31 partite e 14 reti nella Finlandia under 17, dove ha segnato più reti di Bojan Krkić nelle qualificazioni per il Mondiale di categoria. Conta alcune presenze anche per la Finlandia under 21.
Il 4 febbraio 2009 esordisce con la nazionale maggiore nell'amichevole persa 5-1 contro il Giappone.
Dal 2012 viene convocato stabilmente in nazionale, segnalandosi come un protagonista della vittoria da parte della Finlandia del girone di Lega C della UEFA Nations League 2018-2019, così come nelle qualificazioni a Euro 2020 dove la squadra si qualifica per la prima volta a un torneo anche grazie alle sue 10 reti realizzate in altrettante partite; da segnalare che in 3 occasioni ha fatto doppietta, nella fattispecie nei successi contro Bosnia ed Erzegovina (2-0), Armenia (3-0) e Liechtenstein (3-0). La Finlandia chiuderà poi il torneo, disputatosi nell'estate del 2021 a causa dello scoppio della pandemia di Covid-19, al quarto e ultimo posto del Gruppo B con 3 punti in classifica, frutto di una vittoria sulla Danimarca (0-1), e due sconfitte rimediate con Belgio (2-0) e Russia (1-0), venendo così eliminata al primo turno.
Il 12 ottobre 2021 realizza una doppietta nel successo per 0-2 contro il Kazakistan che gli consente di superare Jari Litmanen nella classifica marcatori della sua nazionale divenendone il capolista solitario per gol realizzati. Il 16 novembre seguente raggiunge quota 100 presenze in nazionale nella sconfitta per 0-2 contro la Francia.

## Statistiche

### Presenze e reti nei club
Statistiche aggiornate al 5 giugno 2025.
| Stagione                 | Squadra                  | Campionato               | Campionato | Campionato | Coppe nazionali | Coppe nazionali | Coppe nazionali | Coppe continentali | Coppe continentali | Coppe continentali | Altre coppe | Altre coppe | Altre coppe | Totale | Totale |
| Stagione                 | Squadra                  | Comp                     | Pres       | Reti       | Comp            | Pres            | Reti            | Comp               | Pres               | Reti               | Comp        | Pres        | Reti        | Pres   | Reti   |
| ------------------------ | ------------------------ | ------------------------ | ---------- | ---------- | --------------- | --------------- | --------------- | ------------------ | ------------------ | ------------------ | ----------- | ----------- | ----------- | ------ | ------ |
| 2006                     | KooTeePee                | VL                       | 5          | 0          | CF+CdL          | 0+0             | 0               | -                  | -                  | -                  | -           | -           | -           | 5      | 0      |
| 2007                     | KooTeePee                | VL                       | 24         | 3          | CF+CdL          | 0+0             | 0               | -                  | -                  | -                  | -           | -           | -           | 24     | 3      |
| Totale KooTeePee         | Totale KooTeePee         | Totale KooTeePee         | 29         | 3          |                 | 0               | 0               |                    | -                  | -                  |             | -           | -           | 29     | 3      |
| 2008-2009                | Siviglia Atlético        | SD                       | 17         | 3          | -               | -               | -               | -                  | -                  | -                  | -           | -           | -           | 17     | 3      |
| 2009-2010                | Siviglia Atlético        | SDB                      | 16         | 0          | -               | -               | -               | -                  | -                  | -                  | -           | -           | -           | 16     | 0      |
| Totale Siviglia Atlético | Totale Siviglia Atlético | Totale Siviglia Atlético | 33         | 3          |                 | -               | -               |                    | -                  | -                  |             | -           | -           | 33     | 3      |
| 2008-2009                | Siviglia                 | PD                       | 1          | 0          | CR              | 0               | 0               | CU                 | 0                  | 0                  | -           | -           | -           | 1      | 0      |
| 2010                     | HJK                      | VL                       | 7          | 2          | SC+CdL          | 1+0             | 0               | -                  | -                  | -                  | -           | -           | -           | 8      | 2      |
| 2011                     | HJK                      | VL                       | 18         | 11         | SC+CdL          | 0+6             | 1               | UCL+UEL            | 4+2                | 2+3                | -           | -           | -           | 30     | 17     |
| Totale HJK               | Totale HJK               | Totale HJK               | 25         | 13         |                 | 7               | 1               |                    | 6                  | 5                  |             | -           | -           | 38     | 19     |
| 2011-2012                | Schalke 04               | BL                       | 19         | 5          | CG              | 2               | 0               | UEL                | 0                  | 0                  | SG          | 0           | 0           | 21     | 5      |
| 2012-2013                | Schalke 04               | BL                       | 17         | 3          | CG              | 2               | 0               | UCL                | 5                  | 0                  | -           | -           | -           | 24     | 3      |
| ago. 2013                | Schalke 04               | BL                       | 1          | 0          | CG              | 0               | 0               | UCL                | 1                  | 0                  | -           | -           | -           | 2      | 0      |
| Totale Schalke 04        | Totale Schalke 04        | Totale Schalke 04        | 37         | 8          |                 | 4               | 0               |                    | 6                  | 0                  |             | -           | -           | 47     | 8      |
| 2013-2014                | Celtic                   | SP                       | 25         | 7          | SC+CdL          | 1+1             | 0               | UCL                | 5                  | 0                  | -           | -           | -           | 32     | 7      |
| ago. 2014                | Celtic                   | SP                       | 1          | 0          | SC+CdL          | 0               | 0               | UCL                | 4                  | 2                  | -           | -           | -           | 5      | 2      |
| Totale Celtic            | Totale Celtic            | Totale Celtic            | 26         | 7          |                 | 2               | 0               |                    | 9                  | 2                  |             | -           | -           | 37     | 9      |
| 2014-2015                | Brøndby                  | SL                       | 27         | 9          | CD              | 3               | 2               | UEL                | 0                  | 0                  | -           | -           | -           | 30     | 11     |
| 2015-2016                | Brøndby                  | SL                       | 33         | 9          | CD              | 3               | 1               | UEL                | 8                  | 3                  | -           | -           | -           | 44     | 13     |
| 2016-2017                | Brøndby                  | SL                       | 34         | 20         | CD              | 4               | 3               | UEL                | 8                  | 6                  | -           | -           | -           | 46     | 29     |
| 2017-2018                | Brøndby                  | SL                       | 36         | 17         | CD              | 5               | 1               | UEL                | 3                  | 1                  | -           | -           | -           | 44     | 19     |
| Totale Brøndby           | Totale Brøndby           | Totale Brøndby           | 130        | 55         |                 | 15              | 7               |                    | 19                 | 10                 |             | -           | -           | 164    | 72     |
| 2018-2019                | Norwich City             | FLC                      | 43         | 29         | FACup+CdL       | 1+2             | 0+1             | -                  | -                  | -                  | -           | -           | -           | 46     | 30     |
| 2019-2020                | Norwich City             | PL                       | 36         | 11         | FACup+CdL       | 2               | 0               | -                  | -                  | -                  | -           | -           | -           | 38     | 11     |
| 2020-2021                | Norwich City             | FLC                      | 41         | 26         | FACup+CdL       | 1+0             | 0               | -                  | -                  | -                  | -           | -           | -           | 42     | 26     |
| 2021-2022                | Norwich City             | PL                       | 37         | 11         | FACup+CdL       | 3+1             | 0               | -                  | -                  | -                  | -           | -           | -           | 41     | 11     |
| 2022-2023                | Norwich City             | FLC                      | 41         | 10         | FACup+CdL       | 1+1             | 0               | -                  | -                  | -                  | -           | -           | -           | 43     | 10     |
| Totale Norwich City      | Totale Norwich City      | Totale Norwich City      | 198        | 87         |                 | 12              | 1               |                    | -                  | -                  |             | -           | -           | 210    | 88     |
| 2023                     | Minnesota Utd            | MLS                      | 14         | 10         | USOC            | 0               | 0               | -                  | -                  | -                  | LC          | 5           | 0           | 19     | 10     |
| 2024                     | Minnesota Utd            | MLS                      | 22         | 4          | USOC            | 0               | 0               | -                  | -                  | -                  | LC          | 2           | 0           | 24     | 4      |
| Totale Minnesota Utd     | Totale Minnesota Utd     | Totale Minnesota Utd     | 36         | 14         |                 | 0               | 0               |                    | -                  | -                  |             | 7           | 0           | 43     | 14     |
| 2025                     | HJK                      | VL                       | 10         | 5          | SC+CdL          | 0+5             | 0+5             | -                  | -                  | -                  | -           | -           | -           | 15     | 10     |
| Totale carriera          | Totale carriera          | Totale carriera          | 525        | 195        |                 | 44              | 14              |                    | 40                 | 17                 |             | 7           | 0           | 616    | 226    |

### Cronologia presenze e reti in nazionale
| Cronologia completa delle presenze e delle reti in nazionale ― Finlandia | Cronologia completa delle presenze e delle reti in nazionale ― Finlandia | Cronologia completa delle presenze e delle reti in nazionale ― Finlandia | Cronologia completa delle presenze e delle reti in nazionale ― Finlandia | Cronologia completa delle presenze e delle reti in nazionale ― Finlandia | Cronologia completa delle presenze e delle reti in nazionale ― Finlandia | Cronologia completa delle presenze e delle reti in nazionale ― Finlandia | Cronologia completa delle presenze e delle reti in nazionale ― Finlandia |
| Data                                                                     | Città                                                                    | In casa                                                                  | Risultato                                                                | Ospiti                                                                   | Competizione                                                             | Reti                                                                     | Note                                                                     |
| ------------------------------------------------------------------------ | ------------------------------------------------------------------------ | ------------------------------------------------------------------------ | ------------------------------------------------------------------------ | ------------------------------------------------------------------------ | ------------------------------------------------------------------------ | ------------------------------------------------------------------------ | ------------------------------------------------------------------------ |
| 4-2-2009                                                                 | Fukuoka                                                                  | Giappone                                                                 | 5 – 1                                                                    | Finlandia                                                                | Amichevole                                                               | -                                                                        | 67’                                                                      |
| 3-3-2010                                                                 | Ta' Qali                                                                 | Malta                                                                    | 1 – 2                                                                    | Finlandia                                                                | Amichevole                                                               | -                                                                        | 83’                                                                      |
| 21-5-2010                                                                | Tallinn                                                                  | Estonia                                                                  | 2 – 0                                                                    | Finlandia                                                                | Amichevole                                                               | -                                                                        | 46’                                                                      |
| 10-8-2011                                                                | Riga                                                                     | Lettonia                                                                 | 0 – 2                                                                    | Finlandia                                                                | Amichevole                                                               | -                                                                        | 46’                                                                      |
| 2-9-2011                                                                 | Helsinki                                                                 | Finlandia                                                                | 4 – 1                                                                    | Moldavia                                                                 | Qual. Euro 2012                                                          | -                                                                        | 61’                                                                      |
| 6-9-2011                                                                 | Helsinki                                                                 | Finlandia                                                                | 0 – 2                                                                    | Paesi Bassi                                                              | Qual. Euro 2012                                                          | -                                                                        | 61’                                                                      |
| 7-10-2011                                                                | Helsinki                                                                 | Finlandia                                                                | 1 – 2                                                                    | Svezia                                                                   | Qual. Euro 2012                                                          | -                                                                        | 60’                                                                      |
| 11-10-2011                                                               | Budapest                                                                 | Ungheria                                                                 | 0 – 0                                                                    | Finlandia                                                                | Qual. Euro 2012                                                          | -                                                                        | 84’                                                                      |
| 15-11-2011                                                               | Esbjerg                                                                  | Danimarca                                                                | 2 – 1                                                                    | Finlandia                                                                | Amichevole                                                               | -                                                                        |                                                                          |
| 29-2-2012                                                                | Klagenfurt                                                               | Austria                                                                  | 3 – 1                                                                    | Finlandia                                                                | Amichevole                                                               | -                                                                        | 87’                                                                      |
| 26-5-2012                                                                | Helsinki                                                                 | Finlandia                                                                | 3 – 2                                                                    | Turchia                                                                  | Amichevole                                                               | 1                                                                        | 76’                                                                      |
| 1-6-2012                                                                 | Tartu                                                                    | Estonia                                                                  | 1 – 2                                                                    | Finlandia                                                                | Coppa del Baltico 2012                                                   | -                                                                        | 46’                                                                      |
| 3-6-2012                                                                 | Võru                                                                     | Finlandia                                                                | 1 – 1 dts (3 – 5 dtr)                                                    | Lettonia                                                                 | Coppa del Baltico 2012                                                   | -                                                                        | 76’                                                                      |
| 15-8-2012                                                                | Belfast                                                                  | Irlanda del Nord                                                         | 3 – 3                                                                    | Finlandia                                                                | Amichevole                                                               | 1                                                                        | 46’                                                                      |
| 7-9-2012                                                                 | Helsinki                                                                 | Finlandia                                                                | 0 – 1                                                                    | Francia                                                                  | Qual. Mondiali 2014                                                      | -                                                                        |                                                                          |
| 11-9-2012                                                                | Teplice                                                                  | Rep. Ceca                                                                | 0 – 1                                                                    | Finlandia                                                                | Amichevole                                                               | 1                                                                        | 88’                                                                      |
| 12-10-2012                                                               | Helsinki                                                                 | Finlandia                                                                | 1 – 1                                                                    | Georgia                                                                  | Qual. Mondiali 2014                                                      | -                                                                        | 62’                                                                      |
| 14-11-2012                                                               | Nicosia                                                                  | Cipro                                                                    | 0 – 3                                                                    | Finlandia                                                                | Amichevole                                                               | 1                                                                        | 70’                                                                      |
| 6-2-2013                                                                 | Netanya                                                                  | Israele                                                                  | 2 – 1                                                                    | Finlandia                                                                | Amichevole                                                               | -                                                                        |                                                                          |
| 22-3-2013                                                                | Gijón                                                                    | Spagna                                                                   | 1 – 1                                                                    | Finlandia                                                                | Qual. Mondiali 2014                                                      | 1                                                                        | 90+3’                                                                    |
| 26-3-2013                                                                | Lussemburgo                                                              | Lussemburgo                                                              | 0 – 3                                                                    | Finlandia                                                                | Amichevole                                                               | -                                                                        | 46’                                                                      |
| 7-6-2013                                                                 | Helsinki                                                                 | Finlandia                                                                | 1 – 0                                                                    | Bielorussia                                                              | Qual. Mondiali 2014                                                      | -                                                                        | 77’                                                                      |
| 11-6-2013                                                                | Homel'                                                                   | Bielorussia                                                              | 1 – 1                                                                    | Finlandia                                                                | Qual. Mondiali 2014                                                      | 1                                                                        | 77’                                                                      |
| 14-8-2013                                                                | Turku                                                                    | Finlandia                                                                | 2 – 0                                                                    | Slovenia                                                                 | Amichevole                                                               | -                                                                        | 79’                                                                      |
| 6-9-2013                                                                 | Helsinki                                                                 | Finlandia                                                                | 0 – 2                                                                    | Spagna                                                                   | Qual. Mondiali 2014                                                      | -                                                                        | 81’                                                                      |
| 10-9-2013                                                                | Tbilisi                                                                  | Georgia                                                                  | 0 – 1                                                                    | Finlandia                                                                | Qual. Mondiali 2014                                                      | -                                                                        |                                                                          |
| 15-10-2013                                                               | Saint-Denis                                                              | Francia                                                                  | 3 – 0                                                                    | Finlandia                                                                | Qual. Mondiali 2014                                                      | -                                                                        | 86’                                                                      |
| 16-11-2013                                                               | Cardiff                                                                  | Galles                                                                   | 1 – 1                                                                    | Finlandia                                                                | Amichevole                                                               | -                                                                        | 63’                                                                      |
| 5-3-2014                                                                 | Győr                                                                     | Ungheria                                                                 | 1 – 2                                                                    | Finlandia                                                                | Amichevole                                                               | -                                                                        | 89’                                                                      |
| 21-5-2014                                                                | Helsinki                                                                 | Finlandia                                                                | 2 – 2                                                                    | Rep. Ceca                                                                | Amichevole                                                               | 2                                                                        | 83’                                                                      |
| 29-5-2014                                                                | Ventspils                                                                | Finlandia                                                                | 0 – 1                                                                    | Lituania                                                                 | Coppa del Baltico 2014                                                   | -                                                                        | 46’                                                                      |
| 31-5-2014                                                                | Ventspils                                                                | Estonia                                                                  | 0 – 2                                                                    | Finlandia                                                                | Coppa del Baltico 2014                                                   | -                                                                        | 73’                                                                      |
| 7-9-2014                                                                 | Tórshavn                                                                 | Fær Øer                                                                  | 1 – 3                                                                    | Finlandia                                                                | Qual. Euro 2016                                                          | -                                                                        | 89’                                                                      |
| 11-10-2014                                                               | Helsinki                                                                 | Finlandia                                                                | 1 – 1                                                                    | Grecia                                                                   | Qual. Euro 2016                                                          | -                                                                        | 70’                                                                      |
| 14-10-2014                                                               | Helsinki                                                                 | Finlandia                                                                | 0 – 2                                                                    | Romania                                                                  | Qual. Euro 2016                                                          | -                                                                        | 46’                                                                      |
| 14-11-2014                                                               | Budapest                                                                 | Ungheria                                                                 | 1 – 0                                                                    | Finlandia                                                                | Qual. Euro 2016                                                          | -                                                                        | 65’                                                                      |
| 18-11-2014                                                               | Žilina                                                                   | Slovacchia                                                               | 2 – 1                                                                    | Finlandia                                                                | Amichevole                                                               | -                                                                        | 46’                                                                      |
| 19-1-2015                                                                | Abu Dhabi                                                                | Svezia                                                                   | 0 – 1                                                                    | Estonia                                                                  | Amichevole                                                               | -                                                                        | 61’                                                                      |
| 29-3-2015                                                                | Belfast                                                                  | Irlanda del Nord                                                         | 2 – 1                                                                    | Finlandia                                                                | Qual. Euro 2016                                                          | -                                                                        | 70’                                                                      |
| 9-6-2015                                                                 | Turku                                                                    | Finlandia                                                                | 0 – 2                                                                    | Estonia                                                                  | Amichevole                                                               | -                                                                        | 46’                                                                      |
| 13-6-2015                                                                | Helsinki                                                                 | Finlandia                                                                | 0 – 1                                                                    | Ungheria                                                                 | Qual. Euro 2016                                                          | -                                                                        | 46’                                                                      |
| 4-9-2015                                                                 | Il Pireo                                                                 | Grecia                                                                   | 0 – 1                                                                    | Finlandia                                                                | Qual. Euro 2016                                                          | -                                                                        | 67’                                                                      |
| 8-10-2015                                                                | Bucarest                                                                 | Romania                                                                  | 1 – 1                                                                    | Finlandia                                                                | Qual. Euro 2016                                                          | -                                                                        |                                                                          |
| 11-10-2015                                                               | Helsinki                                                                 | Finlandia                                                                | 1 – 1                                                                    | Irlanda del Nord                                                         | Qual. Euro 2016                                                          | -                                                                        | 66’                                                                      |
| 10-1-2016                                                                | Abu Dhabi                                                                | Svezia                                                                   | 3 – 0                                                                    | Finlandia                                                                | Amichevole                                                               | -                                                                        | cap. 63’                                                                 |
| 13-1-2016                                                                | Abu Dhabi                                                                | Finlandia                                                                | 0 – 1                                                                    | Islanda                                                                  | Amichevole                                                               | -                                                                        |                                                                          |
| 26-3-2016                                                                | Breslavia                                                                | Polonia                                                                  | 5 – 0                                                                    | Finlandia                                                                | Amichevole                                                               | -                                                                        | 62’                                                                      |
| 29-3-2016                                                                | Oslo                                                                     | Norvegia                                                                 | 2 – 0                                                                    | Finlandia                                                                | Amichevole                                                               | -                                                                        | 63’                                                                      |
| 6-6-2016                                                                 | Verona                                                                   | Italia                                                                   | 2 – 0                                                                    | Finlandia                                                                | Amichevole                                                               | -                                                                        | 46’                                                                      |
| 31-8-2016                                                                | Mönchengladbach                                                          | Germania                                                                 | 2 – 0                                                                    | Finlandia                                                                | Amichevole                                                               | -                                                                        | 46’                                                                      |
| 5-9-2016                                                                 | Turku                                                                    | Finlandia                                                                | 1 – 1                                                                    | Kosovo                                                                   | Qual. Mondiali 2018                                                      | -                                                                        | 73’                                                                      |
| 6-10-2016                                                                | Reykjavík                                                                | Islanda                                                                  | 3 – 2                                                                    | Finlandia                                                                | Qual. Mondiali 2018                                                      | 1                                                                        |                                                                          |
| 9-10-2016                                                                | Tampere                                                                  | Finlandia                                                                | 0 – 1                                                                    | Croazia                                                                  | Qual. Mondiali 2018                                                      | -                                                                        |                                                                          |
| 12-11-2016                                                               | Odessa                                                                   | Ucraina                                                                  | 1 – 0                                                                    | Finlandia                                                                | Qual. Mondiali 2018                                                      | -                                                                        |                                                                          |
| 24-3-2017                                                                | Adalia                                                                   | Turchia                                                                  | 2 – 0                                                                    | Finlandia                                                                | Qual. Mondiali 2018                                                      | -                                                                        | 68’                                                                      |
| 28-3-2017                                                                | Innsbruck                                                                | Austria                                                                  | 1 – 1                                                                    | Finlandia                                                                | Amichevole                                                               | -                                                                        | 58’                                                                      |
| 7-6-2017                                                                 | Turku                                                                    | Finlandia                                                                | 1 – 1                                                                    | Liechtenstein                                                            | Amichevole                                                               | -                                                                        | 54’                                                                      |
| 11-6-2017                                                                | Tampere                                                                  | Finlandia                                                                | 1 – 2                                                                    | Ucraina                                                                  | Qual. Mondiali 2018                                                      | -                                                                        | 68’                                                                      |
| 5-9-2017                                                                 | Scutari                                                                  | Kosovo                                                                   | 0 – 1                                                                    | Finlandia                                                                | Qual. Mondiali 2018                                                      | 1                                                                        |                                                                          |
| 6-10-2017                                                                | Fiume                                                                    | Croazia                                                                  | 1 – 1                                                                    | Finlandia                                                                | Qual. Mondiali 2018                                                      | -                                                                        | 69’                                                                      |
| 9-10-2017                                                                | Turku                                                                    | Finlandia                                                                | 2 – 2                                                                    | Turchia                                                                  | Qual. Mondiali 2018                                                      | -                                                                        | 82’                                                                      |
| 9-11-2017                                                                | Helsinki                                                                 | Finlandia                                                                | 3 – 0                                                                    | Estonia                                                                  | Amichevole                                                               | -                                                                        | 46’                                                                      |
| 23-3-2018                                                                | Belek                                                                    | Finlandia                                                                | 0 – 0                                                                    | Macedonia                                                                | Amichevole                                                               | -                                                                        | 45’                                                                      |
| 26-3-2018                                                                | Belek                                                                    | Finlandia                                                                | 5 – 0                                                                    | Malta                                                                    | Amichevole                                                               | 2                                                                        | 76’                                                                      |
| 8-9-2018                                                                 | Tampere                                                                  | Finlandia                                                                | 1 – 0                                                                    | Ungheria                                                                 | UEFA Nations League 2018-2019 - 1º turno                                 | 1                                                                        |                                                                          |
| 11-9-2018                                                                | Helsinki                                                                 | Finlandia                                                                | 1 – 0                                                                    | Estonia                                                                  | UEFA Nations League 2018-2019 - 1º turno                                 | 1                                                                        | 90+1’                                                                    |
| 12-10-2018                                                               | Tallinn                                                                  | Estonia                                                                  | 0 – 1                                                                    | Finlandia                                                                | UEFA Nations League 2018-2019 - 1º turno                                 | 1                                                                        | 89’                                                                      |
| 15-10-2018                                                               | Helsinki                                                                 | Finlandia                                                                | 2 – 0                                                                    | Grecia                                                                   | UEFA Nations League 2018-2019 - 1º turno                                 | -                                                                        | 12’                                                                      |
| 15-11-2018                                                               | Atene                                                                    | Grecia                                                                   | 1 – 0                                                                    | Finlandia                                                                | UEFA Nations League 2018-2019 - 1º turno                                 | -                                                                        | 90+3’                                                                    |
| 18-11-2018                                                               | Budapest                                                                 | Ungheria                                                                 | 2 – 0                                                                    | Finlandia                                                                | UEFA Nations League 2018-2019 - 1º turno                                 | -                                                                        |                                                                          |
| 23-3-2019                                                                | Udine                                                                    | Italia                                                                   | 2 – 0                                                                    | Finlandia                                                                | Qual. Euro 2020                                                          | -                                                                        | 83’                                                                      |
| 26-3-2019                                                                | Erevan                                                                   | Armenia                                                                  | 0 – 2                                                                    | Finlandia                                                                | Qual. Euro 2020                                                          | -                                                                        |                                                                          |
| 8-6-2019                                                                 | Tampere                                                                  | Finlandia                                                                | 2 – 0                                                                    | Bosnia ed Erzegovina                                                     | Qual. Euro 2020                                                          | 2                                                                        |                                                                          |
| 11-6-2019                                                                | Vaduz                                                                    | Liechtenstein                                                            | 0 – 2                                                                    | Finlandia                                                                | Qual. Euro 2020                                                          | 1                                                                        |                                                                          |
| 5-9-2019                                                                 | Tampere                                                                  | Finlandia                                                                | 1 – 0                                                                    | Grecia                                                                   | Qual. Euro 2020                                                          | 1                                                                        | 85’                                                                      |
| 8-9-2019                                                                 | Tampere                                                                  | Finlandia                                                                | 1 – 2                                                                    | Italia                                                                   | Qual. Euro 2020                                                          | 1                                                                        |                                                                          |
| 12-10-2019                                                               | Zenica                                                                   | Bosnia ed Erzegovina                                                     | 4 – 1                                                                    | Finlandia                                                                | Qual. Euro 2020                                                          | -                                                                        | 88’                                                                      |
| 15-10-2019                                                               | Turku                                                                    | Finlandia                                                                | 3 – 0                                                                    | Armenia                                                                  | Qual. Euro 2020                                                          | 2                                                                        |                                                                          |
| 15-11-2019                                                               | Helsinki                                                                 | Finlandia                                                                | 3 – 0                                                                    | Liechtenstein                                                            | Qual. Euro 2020                                                          | 2                                                                        | 84’                                                                      |
| 18-11-2019                                                               | Atene                                                                    | Grecia                                                                   | 2 – 1                                                                    | Finlandia                                                                | Qual. Euro 2020                                                          | 1                                                                        |                                                                          |
| 3-9-2020                                                                 | Helsinki                                                                 | Finlandia                                                                | 0 – 1                                                                    | Galles                                                                   | UEFA Nations League 2020-2021 - 1º turno                                 | -                                                                        | 47’                                                                      |
| 6-9-2020                                                                 | Dublino                                                                  | Irlanda                                                                  | 0 – 1                                                                    | Finlandia                                                                | UEFA Nations League 2020-2021 - 1º turno                                 | -                                                                        | 90+1’                                                                    |
| 11-10-2020                                                               | Helsinki                                                                 | Finlandia                                                                | 2 – 0                                                                    | Bulgaria                                                                 | UEFA Nations League 2020-2021 - 1º turno                                 | -                                                                        | 87’                                                                      |
| 14-10-2020                                                               | Helsinki                                                                 | Finlandia                                                                | 1 – 0                                                                    | Irlanda                                                                  | UEFA Nations League 2020-2021 - 1º turno                                 | -                                                                        | 81’                                                                      |
| 11-11-2020                                                               | Saint-Denis                                                              | Francia                                                                  | 0 – 2                                                                    | Finlandia                                                                | Amichevole                                                               | -                                                                        | 80’                                                                      |
| 15-11-2020                                                               | Sofia                                                                    | Bulgaria                                                                 | 1 – 2                                                                    | Finlandia                                                                | UEFA Nations League 2020-2021 - 1º turno                                 | 1                                                                        | 89’                                                                      |
| 18-11-2020                                                               | Cardiff                                                                  | Galles                                                                   | 3 – 1                                                                    | Finlandia                                                                | UEFA Nations League 2020-2021 - 1º turno                                 | 1                                                                        | 90’                                                                      |
| 24-3-2021                                                                | Helsinki                                                                 | Finlandia                                                                | 2 – 2                                                                    | Bosnia ed Erzegovina                                                     | Qual. Mondiali 2022                                                      | 2                                                                        |                                                                          |
| 28-3-2021                                                                | Kiev                                                                     | Ucraina                                                                  | 1 – 1                                                                    | Finlandia                                                                | Qual. Mondiali 2022                                                      | 1                                                                        |                                                                          |
| 31-3-2021                                                                | San Gallo                                                                | Svizzera                                                                 | 3 – 2                                                                    | Finlandia                                                                | Amichevole                                                               | -                                                                        | 77’                                                                      |
| 4-6-2021                                                                 | Helsinki                                                                 | Finlandia                                                                | 0 – 1                                                                    | Estonia                                                                  | Amichevole                                                               | -                                                                        | 61’                                                                      |
| 12-6-2021                                                                | Copenaghen                                                               | Danimarca                                                                | 0 – 1                                                                    | Finlandia                                                                | Euro 2020 - 1º turno                                                     | -                                                                        | 76’                                                                      |
| 16-6-2021                                                                | San Pietroburgo                                                          | Finlandia                                                                | 0 – 1                                                                    | Russia                                                                   | Euro 2020 - 1º turno                                                     | -                                                                        | 75’                                                                      |
| 21-6-2021                                                                | San Pietroburgo                                                          | Finlandia                                                                | 0 – 2                                                                    | Belgio                                                                   | Euro 2020 - 1º turno                                                     | -                                                                        | 90+1’                                                                    |
| 4-9-2021                                                                 | Helsinki                                                                 | Finlandia                                                                | 1 – 0                                                                    | Kazakistan                                                               | Qual. Mondiali 2022                                                      | -                                                                        | 90+2’                                                                    |
| 7-9-2021                                                                 | Décines-Charpieu                                                         | Francia                                                                  | 2 – 0                                                                    | Finlandia                                                                | Qual. Mondiali 2022                                                      | -                                                                        | 65’ 81’                                                                  |
| 9-10-2021                                                                | Helsinki                                                                 | Finlandia                                                                | 1 – 2                                                                    | Ucraina                                                                  | Qual. Mondiali 2022                                                      | 1                                                                        |                                                                          |
| 12-10-2021                                                               | Astana                                                                   | Kazakistan                                                               | 0 – 2                                                                    | Finlandia                                                                | Qual. Mondiali 2022                                                      | 2                                                                        | 78’                                                                      |
| 13-11-2021                                                               | Zenica                                                                   | Bosnia ed Erzegovina                                                     | 1 – 3                                                                    | Finlandia                                                                | Qual. Mondiali 2022                                                      | -                                                                        | 80’                                                                      |
| 16-11-2021                                                               | Helsinki                                                                 | Finlandia                                                                | 0 – 2                                                                    | Francia                                                                  | Qual. Mondiali 2022                                                      | -                                                                        |                                                                          |
| 26-3-2022                                                                | Murcia                                                                   | Finlandia                                                                | 1 – 1                                                                    | Islanda                                                                  | Amichevole                                                               | 1                                                                        |                                                                          |
| 29-3-2022                                                                | Murcia                                                                   | Finlandia                                                                | 0 – 2                                                                    | Slovacchia                                                               | Amichevole                                                               | -                                                                        | 67’                                                                      |
| 4-6-2022                                                                 | Helsinki                                                                 | Finlandia                                                                | 1 – 1                                                                    | Bosnia ed Erzegovina                                                     | UEFA Nations League 2022-2023 - 1º turno                                 | 1                                                                        | 78’                                                                      |
| 7-6-2022                                                                 | Helsinki                                                                 | Finlandia                                                                | 2 – 0                                                                    | Montenegro                                                               | UEFA Nations League 2022-2023 - 1º turno                                 | -                                                                        | 67’                                                                      |
| 11-6-2022                                                                | Bucarest                                                                 | Romania                                                                  | 1 – 0                                                                    | Finlandia                                                                | UEFA Nations League 2022-2023 - 1º turno                                 | -                                                                        | 68’                                                                      |
| 14-6-2022                                                                | Zenica                                                                   | Bosnia ed Erzegovina                                                     | 3 – 2                                                                    | Finlandia                                                                | UEFA Nations League 2022-2023 - 1º turno                                 | 1                                                                        |                                                                          |
| 23-9-2022                                                                | Helsinki                                                                 | Finlandia                                                                | 1 – 1                                                                    | Romania                                                                  | UEFA Nations League 2022-2023 - 1º turno                                 | 1                                                                        | 75’                                                                      |
| 26-9-2022                                                                | Podgorica                                                                | Montenegro                                                               | 0 – 2                                                                    | Finlandia                                                                | UEFA Nations League 2022-2023 - 1º turno                                 | -                                                                        | 74’                                                                      |
| 23-3-2023                                                                | Copenaghen                                                               | Danimarca                                                                | 3 – 1                                                                    | Finlandia                                                                | Qual. Euro 2024                                                          | -                                                                        |                                                                          |
| 26-3-2023                                                                | Belfast                                                                  | Irlanda del Nord                                                         | 0 – 1                                                                    | Finlandia                                                                | Qual. Euro 2024                                                          | -                                                                        | 70’                                                                      |
| 16-6-2023                                                                | Helsinki                                                                 | Finlandia                                                                | 2 – 0                                                                    | Slovenia                                                                 | Qual. Euro 2024                                                          | -                                                                        | 65’                                                                      |
| 19-6-2023                                                                | Helsinki                                                                 | Finlandia                                                                | 6 – 0                                                                    | San Marino                                                               | Qual. Euro 2024                                                          | 1                                                                        | 60’                                                                      |
| 7-9-2023                                                                 | Astana                                                                   | Kazakistan                                                               | 0 – 1                                                                    | Finlandia                                                                | Qual. Euro 2024                                                          | -                                                                        | 67’                                                                      |
| 10-9-2023                                                                | Helsinki                                                                 | Finlandia                                                                | 0 – 1                                                                    | Danimarca                                                                | Qual. Euro 2024                                                          | -                                                                        | 62’                                                                      |
| 14-10-2023                                                               | Lubiana                                                                  | Slovenia                                                                 | 3 – 0                                                                    | Finlandia                                                                | Qual. Euro 2024                                                          | -                                                                        |                                                                          |
| 17-10-2023                                                               | Helsinki                                                                 | Finlandia                                                                | 1 – 2                                                                    | Kazakistan                                                               | Qual. Euro 2024                                                          | -                                                                        | 77’                                                                      |
| 17-11-2023                                                               | Helsinki                                                                 | Finlandia                                                                | 4 – 0                                                                    | Irlanda del Nord                                                         | Qual. Euro 2024                                                          | 1                                                                        | 60’                                                                      |
| 20-11-2023                                                               | Serravalle                                                               | San Marino                                                               | 1 – 2                                                                    | Finlandia                                                                | Qual. Euro 2024                                                          | -                                                                        | cap. 79’                                                                 |
| 21-3-2024                                                                | Cardiff                                                                  | Galles                                                                   | 4 – 1                                                                    | Finlandia                                                                | Qual. Euro 2024                                                          | 1                                                                        | 78’                                                                      |
| 26-3-2024                                                                | Helsinki                                                                 | Finlandia                                                                | 2 – 1                                                                    | Estonia                                                                  | Amichevole                                                               | -                                                                        | 76’                                                                      |
| 4-6-2024                                                                 | Lisbona                                                                  | Portogallo                                                               | 4 – 2                                                                    | Finlandia                                                                | Amichevole                                                               | 2                                                                        | 65’                                                                      |
| 7-6-2024                                                                 | Glasgow                                                                  | Scozia                                                                   | 2 – 2                                                                    | Finlandia                                                                | Amichevole                                                               | -                                                                        | cap. 57’                                                                 |
| 10-9-2024                                                                | Londra                                                                   | Inghilterra                                                              | 2 – 0                                                                    | Finlandia                                                                | UEFA Nations League 2024-2025 - 1º turno                                 | -                                                                        | 46’                                                                      |
| 10-10-2024                                                               | Helsinki                                                                 | Finlandia                                                                | 1 – 2                                                                    | Irlanda                                                                  | UEFA Nations League 2024-2025 - 1º turno                                 | -                                                                        | 78’                                                                      |
| 13-10-2024                                                               | Helsinki                                                                 | Finlandia                                                                | 1 – 3                                                                    | Inghilterra                                                              | UEFA Nations League 2024-2025 - 1º turno                                 | -                                                                        | 63’                                                                      |
| 14-11-2024                                                               | Dublino                                                                  | Irlanda                                                                  | 1 – 0                                                                    | Finlandia                                                                | UEFA Nations League 2024-2025 - 1º turno                                 | -                                                                        | 85’                                                                      |
| 17-11-2024                                                               | Helsinki                                                                 | Finlandia                                                                | 0 – 2                                                                    | Grecia                                                                   | UEFA Nations League 2024-2025 - 1º turno                                 | -                                                                        | 75’                                                                      |
| 21-3-2025                                                                | Ta' Qali                                                                 | Malta                                                                    | 0 – 1                                                                    | Finlandia                                                                | Qual. Mondiali 2026                                                      | -                                                                        | 71’                                                                      |
| 24-3-2025                                                                | Kaunas                                                                   | Lituania                                                                 | 2 – 2                                                                    | Finlandia                                                                | Qual. Mondiali 2026                                                      | -                                                                        | 86’                                                                      |
| 10-6-2025                                                                | Helsinki                                                                 | Finlandia                                                                | 2 – 1                                                                    | Polonia                                                                  | Qual. Mondiali 2026                                                      | -                                                                        | 86’                                                                      |
| Totale                                                                   |                                                                          | Presenze (2º posto)                                                      | 130                                                                      |                                                                          | Reti (1º posto)                                                          | 42                                                                       |                                                                          |

## Palmarès

### Club

#### Competizioni nazionali
- Campionato finlandese: 2

HJK: 2010, 2011
- Coppa di Finlandia: 1

HJK: 2011
- Campionato scozzese: 1

Celtic: 2013-2014
- Coppa di Danimarca: 1

Brondby: 2017-2018
- Football League Championship: 2

Norwich City: 2018-2019, 2020-2021

### Individuale
- Capocannoniere della Football League Championship: 1

2018-2019: 29 gol
- EFL Awards: 1

2019